# IEEE 802.5

Två exempel på token ring-nätverk a) Med endast en MAU sluts ringen inne i MAU:n, b) Alternativt kan man koppla ihop flera MAU:er till en verklig (fysisk) ring

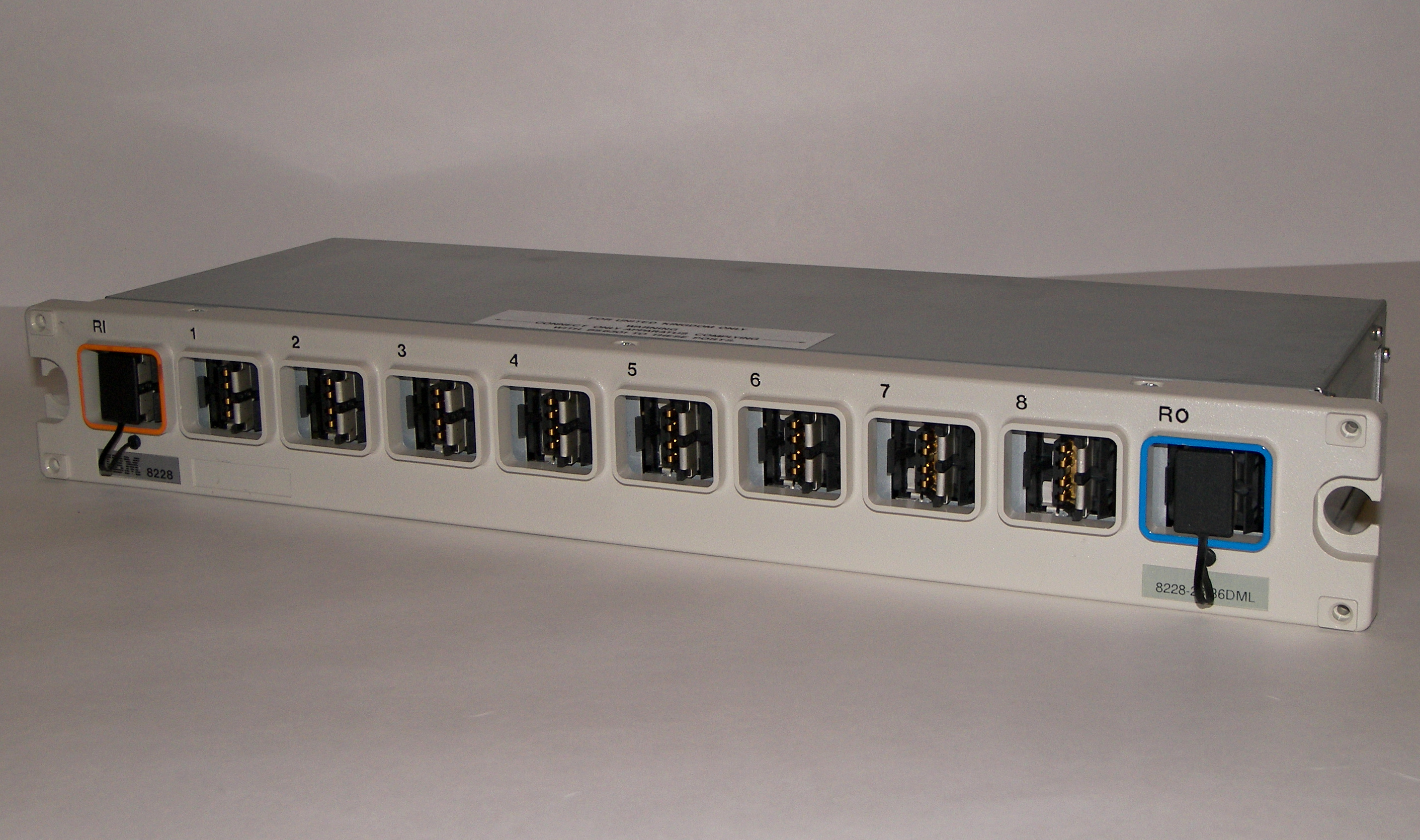
En IBM 8228 MAU.

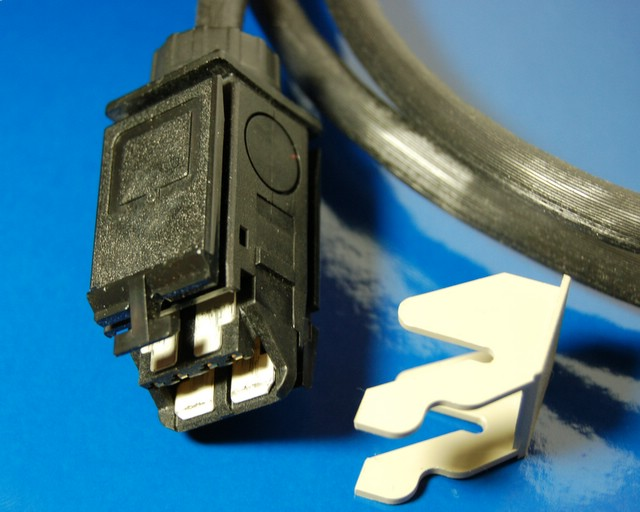
Tvåkönad kontakt

IEEE 802.5 – vanligen känt som Token Ring – är en teknikstandard för att skapa datornätverk på lokal nivå (LAN). Tekniken uppfanns av Olof Söderblom (f. 1940) och patenterades 1981. Standarden utvecklades och stöddes av IBM under det tidiga 1980-talet. Det var till en början mycket framgångsrikt, men framgången dalade efter lanseringen av ethernetstandarden 10BASE-T. IBM genomförde en intensiv reklamkampanj och hävdade att IEEE 802.5 höll en bättre prestanda och tillförlitlighet än konkurrenten ethernet på grund av dess deterministiska algoritm, men idag varken förespråkas eller ens används systemet i någon större utsträckning.
Principen bakom IEEE 802.5 är att all utrustning kopplas samman i en stor ring där varje enhet kan lyssna på trafiken som går runt i ledningen. Trafiken är enkelriktad, och enheterna turas om att skicka information på ledningen. Sättet som enheterna sköter turordningen är genom att skicka en markör från enhet till enhet i tur och ordning. Markören kallas för ett Token (engelska, svensk motsvarighet: "polett, markör") och därav kommer smeknamnet Token Ring. Namnet gav också upphov till den skämtsamma svenska benämningen Tok-i-en ring (man tänker sig en tok som springer runt i ringen).
Från 1980 användes Token Ring i nätverk med ett stort antal arbetsstationer av märket Apollo från Apollo Computer Inc. Apollo arbetsstationer i Token Ring användes i huvudsak inom elektronikkonstruktion för simulering, schemaritning, chip design och elektronikrelaterad mekanisk konstruktion. Idén till Apollos domännätverk kom ursprungligen från Xerox Network Systems. Nätverket var proprietärt och kunde inte kommunicera effektivt med andra nätverk. Apollo tvingades senare addera stöd för Ethernet med TCP/IP vilket var mer industriellt accepterat.

## Hastighet
Den version av 802.5 som lanserades 1985 av IBM gick i 4 megabit per sekund, att jämföra med dåvarande ethernets 10 Mbit. Eftersom Token Ring skickar runt markören till alla stationer på ringen i tur och ordning förekommer dock inte de för ethernet kännetecknande kollisionerna (se CSMA/CD), och bandbredden kunde därmed utvecklas långt mer effektivt, i synnerhet på större nätverk.
1989 uppgraderades standarden till att stödja kopplingar på 16 megabit i sekunden, vilket sammanföll med Token Rings storhetstid. De ovannämnda fördelarna och det faktum att någon snabbare ethernetstandard ännu inte hade materialiserats gav Token Ring ett hastighetsmässigt övertag. 
När ethernetstandarden för 100 megabit/s (100BASE-TX) nådde marknaden lanserades också en 100-megabitversion av Token Ring, men ett flertal faktorer, inte minst det faktum att antalet leverantörer av ethernetlösningar var mycket större än Token Ring (som sågs som knutet till IBM), ledde till att få TR-användare uppgraderade sina befintliga installationer. Istället valdes det billiga och vid det här laget snabba ethernet. Utvecklingen av ethernetväxlar åtgärdade också problemen med kollisioner, vilket medgav mer effektivt utnyttjande av bandbredden än tidigare. En standard för gigabit-Token Ring fastslogs runt år 2000, men inte ens IBM tillverkade sådan hårdvara.

## Fysisk koppling
Den ursprungliga Token Ring-versionen använde sig av IBM:s speciella hermafroditdon, som var stora och klumpiga, och använde sig av grova kablar. Detta ledde till höga kostnader vid kabeldragningen. På datorerna anslöts kabeln i en D9-kontakt. Alla stationer kopplas in i en MAU (Multi-station Access Unit) i en stjärnstruktur. Vid samma tid använde sig ethernet av enkla koaxialkablar i en busstopologi och helt utan något centralt nav. Detta gjorde ethernet till ett billigare alternativ eftersom kablaget var billigare och extra hårdvara inte behövdes. Ofta medgav också busstopologin, där alla datorer kopplades in på samma långa kabelslinga, en enklare och kortare kabeldragning, vilket gav större besparingar.
Ungefär samtidigt som ethernet utvidgades med standarden 10BASE-T, anpassades Token Ring för partvinnad kabel, i Token Rings fall av STP-typ. För att koppla in äldre utrustning med den stora IBM-kontakten användes en balun.